# FTA-ABS
Il test FTA-ABS, acronimo di Fluorescent Treponemal Antibody Absorption, è usato per la diagnosi di una malattia infettiva sistemica, la sifilide: viene utilizzato come test di conferma associato al test VDRL.
La sifilide è una malattia infettiva causata dal Treponema pallidum; la diagnosi di laboratorio può essere eseguita attraverso dei test diretti e dei test indiretti (gli indiretti a loro volta si dividono in "treponemici" e "non treponemici"): nel primo caso i test identificano il germe responsabile (per esempio attraverso il prelievo di tessuto dalle lesioni cutanee), nel secondo caso (come nei test sierologici) si identificano gli anticorpi diretti contro l'agente patogeno.
FTA-ABS è un test definito di conferma, poiché sono presenti spesso falsi positivi nei risultati degli esami di screening come il VDRL e il RPR (Rapid Plasma Reagin). Il test FTA-ABS è il solo a identificare gli anticorpi specifici contro il Treponema pallidum e rimarrà positivo, anche dopo l'assunzione della terapia specifica, per tutta la vita della persona affetta.

## Indicazioni
La Task Force americana per la prevenzione (USPSTF) raccomanda che vengano sottoposti a screening tutti gli individui a maggior rischio di contagio (in genere persone che tengono comportamenti sessuali ad alto rischio).

## Avvertenze
Ai test di screening positivi dovrebbero far seguito i test di conferma; successivamente va impostata la terapia antibiotica adeguata ed educato il paziente al controllo dei fattori di rischio.